# جوانا لوملي
جوانا لوملي (بالإنجليزية: Joanna Lumley)‏ مواليد 1 مايو 1946 في سريناغار، الراج البريطاني، هي ممثلة إنجليزية بدأت مسيرتها الفنية عام 1957. كما أنها من الفائزات بجائزة بافتا.

## روابط خارجية
- جوانا لوملي على موقع IMDb (الإنجليزية)
- جوانا لوملي على موقع الموسوعة البريطانية (الإنجليزية)
- جوانا لوملي على موقع ألو سيني (الفرنسية)
- جوانا لوملي على موقع ميوزك برينز (الإنجليزية)
- جوانا لوملي على موقع أول موفي (الإنجليزية)
- جوانا لوملي على موقع قاعدة بيانات برودواي على الإنترنت (الإنجليزية)
- جوانا لوملي على موقع قاعدة بيانات الأفلام السويدية (السويدية)
- جوانا لوملي على موقع إن إن دي بي (الإنجليزية)
- جوانا لوملي على موقع ديسكوغز (الإنجليزية)
- جوانا لوملي على موقع قاعدة بيانات الفيلم (الإنجليزية)